# Krzywin (Choszczno)
Krzywin [pronunciación en polaco: /ˈkʂɨvin/] (en alemán: Albertshof) es un asentamiento ubicado en el distrito administrativo de Gmina Bierzwnik, dentro del condado de Choszczno, voivodato de Pomerania Occidental, en el norte de Polonia occidental. Se encuentra aproximadamente a 5 kilómetros al suroeste de Bierzwnik, a 24 kilómetros al sureste de Choszczno, y a 84 kilómetros al sureste de la capital regional Szczecin.
Antes de 1945, el área fue parte de Alemania. Para la historia de la región, véase Historia de Pomerania.